# Haymatloz – Exil in der Türkei
Haymatloz – Exil in der Türkei ist ein deutscher Dokumentarfilm der Kölner Filmemacherin Eren Önsöz über das Exil deutscher Intellektueller während des Nationalsozialismus in der Türkei. Önsöz’ Film porträtiert fünf Nachkommen von deutschen Exilanten und begleitet sie auf einer Reise in die Türkei kurz nach den Protesten in der Türkei 2013. Der Film eröffnete 2016 das 21. Filmfestival Türkei/Deutschland in Nürnberg und lief beim Filmkunstfest Mecklenburg-Vorpommern.

## Hintergrund
Während des Nationalsozialismus wurden vor allem jüdische Wissenschaftler und Intellektuelle durch das „Gesetz zur Wiederherstellung des Berufsbeamtentums“ ihrer Posten beraubt. Viele dieser Wissenschaftler und Intellektuellen gingen ins Exil, nicht wenige in die Türkei. Unter den Vertriebenen befanden sich Philipp Schwartz, Rudolf Belling, Otto Gerngroß, Alfred Heilbronn und Ernst Eduard Hirsch. Haymatloz begleitet deren Nachfahren Susan Ferenz-Schwartz, Elisabeth Weber-Belling, Engin Bagda (Enkel von Otto Gerngroß), Kurt Heilbronn und Enver Tandoğan Hirsch.

## Kritik
Der Film erhielt nach seinem deutschen Kinostart am 27. Oktober 2016 überwiegend positive Kritiken. Fabian Tietke schrieb in der taz, Önsöz sei „ein Film gelungen, der sich im Rückgriff auf historische Prozesse mit eingespielten Deutungsmustern der Gegenwart reibt.“ Toby Ashraf beklagt in indiekino, „dass es im Jahr 2016 noch einen Film wie diesen braucht, um ein deutsches Publikum über die Emigrationsgeschichte der Verfolgten unter der NS-Diktatur zu informieren.“ Simon Hauck zeigt sich auf kino-zeit erfreut, dass „dabei […] glücklicherweise keine müde Talking-Heads-Collage herausgekommen ist.“